# Jim Beach
Jim Beach, születési nevén Henry James Beach (1942–) angol ügyvéd és zenei menedzser, aki a Queen együttessel és tagjaival való hosszú idejű együttműködéséről a legismertebb. Az együttes által adott beceneve „Miami”, játékosan a vezetéknevére utalva. Emellett mozifilmes és televíziós producerként is dolgozik. Fia, Ol Beach korábban a Wire Daisies együttes billentyűse volt, Roger Taylor (a Queen dobosa) fedezte fel. Jim a Transistor Project nevű digitális kiadóvállalat egyik alapítója, társa a Blur dobosa, Dave Rowntree. Jelenleg a svájci Montreux-ben él. Ő a producere a Nelson Mandela-kezdeményezte 46664 elnevezésű AIDS ellenes koncerteknek, továbbá ő az egyik alapítója a Mercury Phoenix Trust alapítványnak.
A Bohém rapszódia című filmben Tom Hollander alakítja.